# Deux Frères (album)
Pour les articles homonymes, voir Deux Frères.
Albums de PNL
Dans la légende
(2016)
Singles
1. À l'ammoniaque
Sortie : 22 juin 2018
2. 91's
Sortie : 10 août 2018
3. Au DD
Sortie : 22 mars 2019
4. Deux Frères
Sortie : 3 mai 2019
5. Blanka
Sortie : 2 août 2019

Deux Frères est le troisième album studio du duo de rap français PNL sorti le 5 avril 2019 sous le label QLF Records. Il a été enregistré, mixé et masterisé par Nikola Feve.

## Genèse
PNL fait son retour le 22 juin 2018 avec le morceau À l'ammoniaque. La sortie de ce nouveau titre s'accompagne d'un clip réalisé par Mess et Kim Chapiron. Aujourd'hui certifié single de Diamant, le titre obtient le record du plus grand nombre d'écoute sur Spotify en une semaine. Le 10 août 2018 sort ensuite 91's, le deuxième extrait, un morceau plus estival produit par BBP. Certifié single de diamant, il ne bénéficie pas de clip mais bat lui aussi un record, celui du titre le plus écouté en 24h sur Deezer.
Le 22 mars 2019, à la suite d'une vidéo en direct lancée à minuit, mêlant paysage spatial, indices et références, les Deux Frères publient le soir même sur leur chaîne YouTube, le clip Au DD, tourné en partie à la tour Eiffel, dans lequel est dévoilé la date de sortie et la pochette de l'album. En 48 heures, le clip compte plus de 12 millions de vues et bat à nouveau le record du titre le plus écouté en 24 heures sur Deezer. Il devient également le premier morceau de rap français à atteindre le top 30 mondial sur la plateforme Spotify.
Comme pour le précédent album, Deux Frères est décliné en deux versions, ayant chacune un morceau bonus, Frontières pour la version noire et Capuche pour la version blanche et une pochette légèrement différente, noire ou blanche.

## Singles
- À l'ammoniaque est sorti comme le premier single de l'album le 22 juin 2018.
- 91's est sorti comme le deuxième single de l'album le 10 août 2018.
- Au DD est sorti comme le troisième single de l'album le 22 mars 2019.
- Deux Frères est sorti comme le quatrième single de l'album le 3 mai 2019.
- Ryuk, Comme pas deux, Sibérie et Bang sont sortis en extension pour compléter l'album le 28 juin 2019.
- Blanka est sorti en tant que cinquième single de l'album le 2 août 2019.
- Frontières et Capuche sont sortis en tant qu'extension de l'album en version digitale le 12 octobre 2019.

## Liste des titres
| 1.    | Au DD                  | Nk.F, Joa            | 4:07 |
| 2.    | Autre monde            | BBP                  | 4:41 |
| 3.    | Chang                  | Adsa                 | 5:14 |
| 4.    | Blanka                 | Yann Dakta & Rednose | 4:14 |
| 5.    | 91's                   | BBP                  | 3:53 |
| 6.    | À l'ammoniaque         | Sam H, Anaika, IBØ   | 5:16 |
| 7.    | Celsius                | BBP                  | 4:02 |
| 8.    | Deux Frères            | BBP                  | 4:07 |
| 9.    | Hasta la vista         | Nk.F, Joa            | 3:36 |
| 10.   | Cœurs                  | MKSB                 | 5:57 |
| 11.   | Shenmue                | Nk.F, Joa            | 4:09 |
| 12.   | Kuta Ubud              | MKSB                 | 5:04 |
| 13.   | Menace                 | Nk.F, Joa            | 3:08 |
| 14.   | Zoulou Tchaing         | BBP                  | 5:25 |
| 15.   | Déconnecté             | Nk.F, Joa            | 5:16 |
| 16.   | La misère est si belle | BBP                  | 5:04 |
| 73:13 |                        |                      |      |

| Extension | Extension                  | Extension     | Extension | Extension | Extension | Extension | Extension | Extension | Extension |
| No        | Titre                      | Producteur(s) | Durée     |           |           |           |           |           |           |
| --------- | -------------------------- | ------------- | --------- | --------- | --------- | --------- | --------- | --------- | --------- |
| 17.       | Ryuk                       | Adsa          | 3:56      |           |           |           |           |           |           |
| 18.       | Comme pas deux             | Nk.F, Joa     | 3:40      |           |           |           |           |           |           |
| 19.       | Sibérie                    | Nk.F, Joa     | 4:00      |           |           |           |           |           |           |
| 20.       | Bang                       | BBP           | 4:22      |           |           |           |           |           |           |
| 21.       | Capuche (Version blanche)  | Nk.F, Joa     | 4:25      |           |           |           |           |           |           |
| 22.       | Frontières (Version noire) | BBP           | 4:52      |           |           |           |           |           |           |
| 25:15     |                            |               |           |           |           |           |           |           |           |

## Titres certifiés
Tous les titres de l'album (bonus inclus) sont certifiés en France.
L'album totalise seize single de diamant, un record dans l'histoire de la musique française partagé avec un autre album de PNL, Dans la légende qui lui en compte onze.
- Au DD  Diamant[16]
- Autre monde  Diamant[17]
- Chang  Diamant[18]
- Blanka  Diamant[19]
- 91's  Diamant[20]
- À l'ammoniaque  Diamant[21]
- Celsius  Diamant[22]
- Deux Frères  Diamant[23]
- Hasta la vista  Diamant[24]
- Cœurs  Diamant[25]
- Shenmue  Diamant[26]
- Kuta Ubud  Diamant[27]
- Menace  Diamant[28]
- Zoulou Tchaing  Diamant[29]
- Déconnecté  Diamant[30]
- La misère est si belle  Diamant[31]

### Extension
- Ryuk  Platine[32]
- Comme pas deux  Diamant[33]
- Sibérie  Or[34]
- Bang  Platine[35]

### Version blanche
- Capuche  Platine[36]

### Version noire
- Frontières  Or

## Accueil commercial
120 000 exemplaires physiques ont été mis en place selon Le Parisien. Le 1er jour d'exploitation, l'album devient le disque le plus streamé en 24h sur la plateforme Deezer. Spotify annonce aussi que l'album a battu le record de stream en 1 semaine. En seulement 3 jours, l'album s'écoule à 74 223 exemplaires, devenant, avant même la fin de la semaine, le meilleur démarrage de l'année en France. Cinq jours après la sortie de l'album, ce dernier comptabilise déjà plus de 100 000 exemplaires cumulées et est certifié disque de platine en moins d'une semaine. En une semaine, l'album s'écoule à 113 214 exemplaires, ce qui constitue la plus grosse semaine de ventes d'un album de rap français dans les années 2010. Début mai, soit un mois après la sortie de l'album, ce dernier est certifié double disque de platine avec plus de 200 000 exemplaires vendus. En août, l'album devient triple disque de platine en passant le cap des 300 000 exemplaires vendus. Fin décembre, l'album passe le cap des 400 000 exemplaires vendus. Parallèlement, l'album se classe à la quatrième place des albums les plus vendus de l'année en France avec 402 854 exemplaires écoulés. Il se classe derrière les albums Brol d'Angèle, Les Étoiles vagabondes de Nekfeu et Johnny de Johnny Hallyday. Dans le même temps, le titre Déconnecté est certifié single d'or, tous les morceaux de l'album (hors bonus) sont donc certifiés. Le 15 août 2020, l'album Deux Frères passe le cap des 500 000 exemplaires et est certifié disque de diamant, le deuxième dans la carrière du groupe après celui de Dans la légende.
En Belgique, l'album est certifié disque d'or.
L'album, totalise en avril 2021 (soit deux ans après sa sortie), plus de 800 millions de streams sur Spotify. Il s'agit du projet rap francophone le plus streamé de l'histoire de la plateforme.
En février 2022, soit près de trois ans après sa sortie, l'album atteint le milliard de streams sur Spotify et dépasse le cap des 700 000 exemplaires vendus.
Le 25 septembre 2023, Deux frères bat un nouveau record dans le rap français en étant certifié double disque de diamant avec 1 000 000 d'exemplaires écoulés.

## Accueil critique
De manière générale, l'album est très bien accueilli par la presse. Les deux frères le disent eux-mêmes : c'est la suite de leur précédents projets que sont Que la famille, Le Monde Chico et Dans la légende. Le groupe reste fidèle à son univers et ses thèmes : sombre, triste, mélancolique, planant. Il est, pour de nombreux médias le meilleur album de rap français de l'année 2019,,,,.

## Classements et certifications

### Classements
L'album entre directement en tête des ventes lors de sa sortie en 2019, créant de nouveaux records jamais obtenus dans le rap français . Il reste pendant un peu plus d'un mois en première position (de la semaine du 12 avril 2019 à celle du 17 mai 2019).
Au niveau des ventes globales sur une année entière, Deux Frères termine 4e de l'année 2019 et 19ème de l'année 2020 en France.
Deux ans après sa sortie, l'album continue de bien se classer en France. Il est 17e lors de la semaine du 14 mai 2021 et 12ème lors de la semaine du 21 mai 2021. L'album remonte en dixième position lors de la semaine du 27 août 2021.

### Classement annuel
| Classement (2019) | Position |
| ----------------- | -------- |
| France (SNEP)     | 1        |

| Classement (2020) | Position |
| ----------------- | -------- |
| France (SNEP)     | 19       |

| Classement (2021) | Position |
| ----------------- | -------- |
| France (SNEP)     | 19       |

| Classement (2022) | Position |
| ----------------- | -------- |
| France (SNEP)     | 101      |

### Ventes et certifications
| Région        | Certification | Ventes/Streams |
| ------------- | ------------- | -------------- |
| France (SNEP) | 2 × Diamant   | 1 000 000      |

| Région         | Certification | Ventes/Streams |
| -------------- | ------------- | -------------- |
| Belgique (BEA) | Or            | 10 000         |